# Torrente Piova
Il Piova è un torrente delle Dolomiti che dà il nome all'omonima valle. Lungo poco più di 10 km, è un affluente di sinistra del fiume Piave.

## Corso del torrente
Il Piova nasce non lontano dal confine del comune di Vigo di Cadore, nel versante nord del monte Piova, a circa 1.950 m. di altitudine. Lungo il suo percorso attraversa i comuni di Vigo e Lorenzago, confluendo nel Piave a sud-ovest di Pelos, a circa 750 m. di altitudine.

## Principali affluenti
Lungo la valle il Piova riceve le acque di numerosi torrenti e ruscelli montani, detti “rin” in cadorino. 
Suoi affluenti di destra idrografica sono il rin Losco, il rin Acquabona (“Aga bona”), il rin Bianco, il rin de Mera, il rin de la Ruò e il rin di Laggio (“de Lajo”). Quelli di sinistra sono invece il rin della Ruoiba, il rin Freddo, il rin Romotoi e il rin Val de Pena. 

## Utilizzi
Lungo il percorso di questo torrente sono state costruite, nel corso degli anni, tre piccole centrali idroelettriche. Una di esse si trova nei pressi dei vecchi mulini a sud-ovest di Pelos, nella parte sottostante la strada che porta a Lorenzago.